# Berezina ou les Derniers Jours de la Suisse
Pour les articles homonymes, voir Berezina.
Pour plus de détails, voir Fiche technique et Distribution.
Berezina ou les Derniers Jours de la Suisse (Beresina oder Die letzten Tage der Schweiz) est une comédie satirique germano-austro-suisse réalisée par Daniel Schmid et sortie en 1961.
Beresina a été présenté dans la section Un certain regard du Festival de Cannes 1999 et il a été proposé comme film suisse pour l'Oscar du meilleur film en langue étrangère lors de la 72e cérémonie des Oscars, mais il n'a pas été sélectionné.

## Synopsis
Irina arrive en Suisse en provenance du site industriel d'Elektrostal en Russie, en quête d'un avenir meilleur. Elle se lie d'amitié avec l'avocat suisse Waldvogel, qui l'introduit dans les cercles supérieurs où elle doit travailler comme call-girl. Waldvogel et son amie Charlotte veulent obtenir des informations sur Irina ; ils lui promettent en échange un passeport suisse. Irina accepte naïvement, ne considérant pas comme du sexe les désirs bizarres des messieurs auxquels elle est présentée.
L'un de ses clients est l'ancien divisionnaire Sturzenegger, déjà légèrement sénile. Il est fasciné par Irina et lui fait également des promesses. Il lui révèle en outre l'existence d'une société secrète d'officiers à la retraite rappelant le P-26, dont il est membre et qui a été fondée pendant la Seconde Guerre mondiale afin de sauver la Suisse d'une prise de pouvoir, par exemple par l'Allemagne.
Lorsqu'Irina découvre qu'elle a été trompée de toutes parts, elle active — à nouveau plutôt involontairement — le groupe secret par un coup de téléphone, qui mène ensuite un putsch réussi. Lorsque les putschistes, après avoir pris le contrôle de l'État et des médias, remontent le début de la chaîne téléphonique, ils tombent sur Irina, qu'ils couronnent ensuite sans hésiter comme reine de Suisse dans l'église des jésuites de Lucerne.

## Fiche technique
- Titre français : Berezina ou les Derniers Jours de la Suisse[2]
- Titre original allemand : Beresina oder Die letzten Tage der Schweiz[3]
- Réalisateur : Daniel Schmid
- Scénario : Martin Suter
- Photographie : Renato Berta
- Montage : Daniela Roderer
- Musique : Carl Hänggi
- Production : Peter Spoerri
- Sociétés de production : T & C Film AG (Zurich), Pandora Film Produktion GmbH (Cologne), Prisma Film- und Fernsehproduktion GmbH (Vienne)
- Pays de production :  Suisse -  Allemagne -  Autriche
- Langue originale : allemand
- Format : couleurs par Eastmancolor - 1,85:1 - Son Dolby Digital - 35 mm
- Durée : 108 minutes
- Genre : comédie
- Dates de sortie :
  - France : 21 mai 1999 (Festival de Cannes 1999) ; 15 décembre 1999 (sortie nationale)
  - Suisse : 7 août 1999 (Festival du film de Locarno) ; 20 août 1999 (sortie nationale germanophone) ; 25 août 1999 (sortie nationale francophone)
  - Allemagne : janvier 2000
  - Autriche : 28 janvier 2000

## Distribution
- Elena Panova : Irina
- Geraldine Chaplin : Charlotte De
- Martin Benrath (de) : Sturzenegger, ancien divisionnaire
- Ulrich Noethen : Dr. Ulrich Waldvogel
- Ivan Desny : Rudolf Stauffacher
- Iván Darvas : Directeur Vetterli
- Marina Confalone : Benedetta Hösli
- Stefan Kurt : Claude Bürki
- Hans Peter Korff : Tschanz, conseiller national
- Joachim Tomaschewsky : Ancien conseiller fédéral von Gunten
- Ueli Beck : Emil Hofer
- Hans Wyprächtiger : Président de la Confédération Holz
- Peter Simonischek : Fritz Ochsenbein
- Stefan Gubser : Salvatore Tedeschi
- Hilde Ziegler : Madame Vetterli
- Hanspeter Müller-Drossaart : Dr. Andreas Bindschedler